# Palazzo Alibrandi Cavalieri
Palazzo Alibrandi Cavalieri, noto anche come Palazzetto Alibrandi, è un palazzo di Roma che si trova in  Piazza dei Monte di Pietà, nel rione Regola. 
L'edificio è all'angolo della piazza con via degli Specchi e si affaccia anche su via dei Pompieri. Inizialmente di proprietà degli Alibrandi, fu venduto all'inizio del XIX secolo ai Cavalieri

## Descrizione
La facciata ha un ampio portone sormontato da uno stemma padronale e dal balcone del primo piano. È fiancheggiato da esercizi commerciali e dalle piccole finestre del mezzanino. 
Oltre al mezzanino ci sono altri due piani e un terzopiano, frutto di una soprelevazione degli anni 1930.

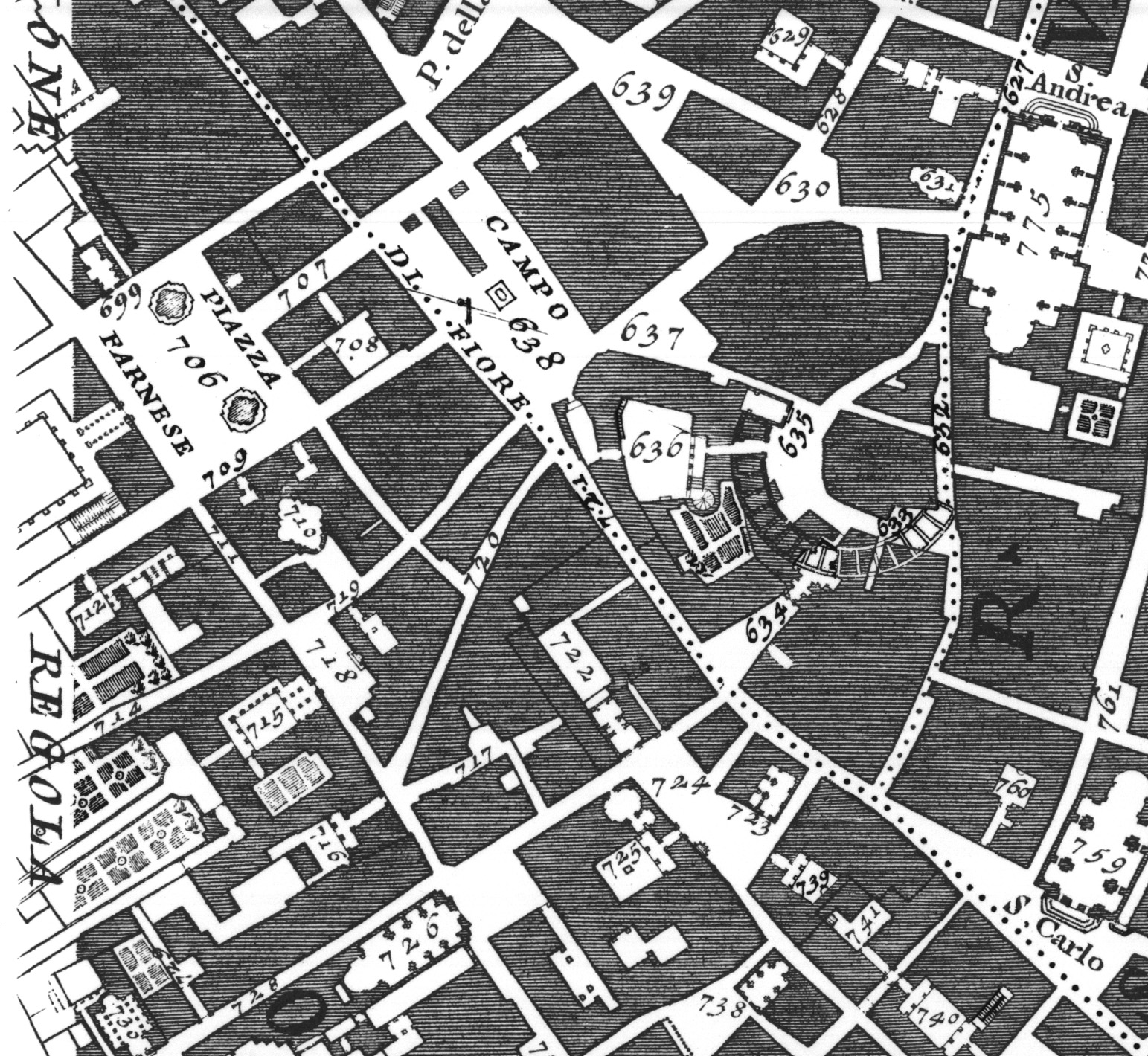
Pianta del Nolli. Il palazzo Alibrandi è visibile in basso sulla destra, contraddistinto dal numero 739

Dal portone si accede a un interessante cortile interno che ha una scala aperta che reca agli appartamenti del piano nobile. Questa disposizione è abbastanza rara a Roma.
Il piccolo palazzo è raffigurato in una incisione di Giuseppe Vasi (1759) che raffigura la piazza del Monte e il palazzo del Monte di Pietà (Roma). 
L'edificio è presente nella mappa di Roma del Nolli.